# Lijst van burgemeesters van Hillegom
Dit is een lijst van burgemeesters van de Nederlandse gemeente Hillegom in de provincie Zuid-Holland.
| Ambtsperiode | Naam burgemeester                                          | Partij of stroming | Bijzonderheden                                                                |
| ------------ | ---------------------------------------------------------- | ------------------ | ----------------------------------------------------------------------------- |
| 1811 - 1813  | mr. Jan Six, heer van Hillegom                             |                    | maire                                                                         |
| 1817 - 1832  | Jan Huijser                                                |                    | schout, vanaf 1825 burgemeester                                               |
| 1832 - 1852  | Antoine Charles Muysken                                    |                    |                                                                               |
| 1852 - 1861  | Willem Wijnaendts (1814-1884)                              |                    |                                                                               |
| 1861 - 1865  | mr. Anne Marie Maas Geesteranus (1836-1899)                |                    | van 1865 tot 1869 was hij burgemeester van Hillegersberg en van Bergschenhoek |
| 1865 - 1871  | A.J. Hoekwater                                             |                    |                                                                               |
| 1871 - 1882  | Schelto baron van Heemstra                                 |                    |                                                                               |
| 1882 - 1895  | Maximiliaan Willem de Kat                                  |                    |                                                                               |
| 1895 - 1928  | Dirk Wentholt                                              |                    |                                                                               |
| 1928 - 1937  | mr. Dirk Frans Pont                                        |                    |                                                                               |
| 1937 - 1964  | jhr.dr. Otto Frans Antoine Hubert van Nispen tot Pannerden | KVP                |                                                                               |
| 1964 - 1978  | J.Ch.I. van Niekerk                                        | KVP                |                                                                               |
| 1979 - 2002  | drs. J.L.E.M. Hermans                                      | VVD                |                                                                               |
| 2000 - 2003  | R.L. Bosua-van Gelderen                                    | PvdA               | waarnemend burgemeester wegens ziekte drs. J.L.E.M. Hermans                   |
| 2003 - 2011  | drs. A. Mans                                               | VVD                |                                                                               |
| 2011 - 2014  | J. Broekhuis                                               | VVD                | waarnemend                                                                    |
| 2014 - 2024  | A. van Erk                                                 | Partijloos         | [ 1 ] [ 2 ]                                                                   |
| 2022         | drs. A.P.J. van Hemmen                                     | CDA                | waarnemend                                                                    |
| 2024 - heden | R. ter Hark                                                | VVD                | [ 4 ]                                                                         |